# Heggadahalli, Nanjangud
Heggadahalli là một làng thuộc tehsil Nanjangud, huyện Mysore, bang Karnataka, Ấn Độ.